# Bahjoi
Bahjoi es una ciudad y municipio situada en el distrito de Sambhal en el estado de Uttar Pradesh (India). Su población es de 37037 habitantes (2011). 

## Demografía
Según el censo de 2011 la población de Bahjoi era de 37037 habitantes, de los cuales 19168 eran hombres y 17869 eran mujeres. Bahjoi tiene una tasa media de alfabetización del 63,62%, inferior a la media estatal del 67,68%: la alfabetización masculina es del 69,48%, y la alfabetización femenina del 57,34%.